# Srpska Liga Beograd
Srpska liga Beograd (Belgrad) (srb. Српска лига Београд) – jest jednym z czterech okręgów Srpskiej ligi (trzecia klasa rozgrywek w Serbii). Trzy pozostałe okręgi to: Srpska Liga Vojvodina (Wojwodina), Srpska Liga Zapad (Zachód) oraz Srpska Liga Istok (Wschód).
Organizatorem rozgrywek jest Fudbalski savez Beograda (srb. Фудбалски савез Београда). Rozgrywki toczą się w jednej grupie i uczestniczy w niej 16 drużyn, które pochodzą z terenu oddzielnej jednostki administracyjnej Miasta Belgradu.
Po zakończeniu sezonu mistrz awansuje bezpośrednio do Prvej ligi, a ostatnie drużyny spadną do Zonskiej ligi grupy Beogradska zona.

## Sezony
| Sezon                | Mistrz                 | Wicemistrz            | 3. miejsce            |
| Serbia i Czarnogóra: |                        |                       |                       |
| 2003/04              | FK Voždovac            | FK Knezevac Kijevo    | FK Teleoptik          |
| 2004/05              | OFK Mladenovac         | FK Posavac Knezevac   | FK Kolubara Lazarevac |
| 2005/06              | FK BSK Borča           | FK Beograd            | FK Teleoptik          |
| Serbia:              |                        |                       |                       |
| 2006/07              | FK Hajduk Belgrad      | FK Kolubara Lazarevac | FK Sopot              |
| 2007/08              | FK Kolubara Lazarevac  | FK Radnički Obrenovac | FK Teleoptik          |
| 2008/09              | FK Zemun               | FK Teleoptik          | FK Šumadija Jagnjilo  |
| 2009/10              | FK BASK Belgrad        | FK Radnički Obrenovac | FK Šumadija Jagnjilo  |
| 2010/11              | OFK Mladenovac         | FK Srem Jakovo        | FK Šumadija Jagnjilo  |
| 2011/12              | FK Voždovac            | FK Radnički Obrenovac | FK Zemun              |
| 2012/13              | FK Sinđelić Belgrad    | FK Radnički Obrenovac | FK Šumadija Jagnjilo  |
| 2013/14              | FK Kolubara Lazarevac  | FK Žarkovo            | FK Šumadija Jagnjilo  |
| 2014/15              | FK Zemun               | FK Teleoptik          | FK IMT Belgrad        |
| 2015/16              | FK Budućnost Dobanovci | FK Teleoptik          | FK Brodarac           |
| 2016/17              | FK Teleoptik           | FK BSK Batajnica      | FK IMT Belgrad        |
| 2017/18              | OFK Žarkovo            | FK Grafičar Belgrad   | OFK Beograd           |
| 2018/19              | FK Grafičar Belgrad    | FK IMT Belgrad        | FK Kolubara Lazarevac |
| 2019/20              | ?                      | ?                     | ?                     |

- W sezonie 2008/2009 wygrał swoje mecze barażowe i z 2. miejsca awansował FK Teleoptik.
- Przed sezonem 2019/20 FK Bežanija (7 miejsce w Prvej lidze) nie otrzymał licencji na grę w Prvej lidze w sezonie 2019/20, dzięki czemu FK Kolubara Lazarevac awansował do Prvej Ligi z 3. miejsca w tabeli.

## Drużyny występujące w sezonie 2019/20
| Klub                            | Miasto               |
| ------------------------------- | -------------------- |
| FK Brodarac Belgrad             | Belgrad-Nowy Belgrad |
| FK BSK Borča                    | Belgrad-Palilula     |
| FK Crvena zvezda Mali Mokri Lug | Belgrad-Zvezdara     |
| FK GSP Polet Dorćol             | Belgrad-Stari grad   |
| FK IMT Belgrad                  | Belgrad-Nowy Belgrad |
| FK Jedinstvo Surčin             | Belgrad-Surčin       |
| FK Lokomotiva Beograd           | Belgrad-Čukarica     |
| FK Radnički Belgrad             | Belgrad-Nowy Belgrad |
| FK Radnički Obrenovac           | Belgrad-Obrenovac    |
| FK Sremčica                     | Belgrad-Čukarica     |
| FK Stepojevac Vaga              | Belgrad-Lazarevac    |
| FK TEK Sloga Veliki Crljeni     | Belgrad-Lazarevac    |
| FK Teleoptik Belgrad            | Belgrad-Zemun        |
| FK Zvezdara Belgrad             | Belgrad-Zvezdara     |
| OFK Beograd                     | Belgrad-Palilula     |
| OFK Mladenovac                  | Belgrad-Mladenovac   |